# اصول و مبانی طراحی سازه‌های فولادی
اصول و مبانی طراحی سازه‌های فولادی کتابی به نویسندگی اباذر اصغری است که در سال ۱۳۹۷ توسط دانشگاه صنعتی امیرکبیر به زبان فارسی منشتر شد. این کتاب در زمینه عمران بوده و در زمستان ۱۳۹۷ در فهرست نامزدهای دریافت جایزه کتاب سال قرار گرفت.

## جوایز
کتاب اصول و مبانی طراحی سازه‌های فولادی به عنوان یکی از برگزیدگان سی و ششمین دوره کتاب سال ایران انتخاب شد.
مراسم سی و ششمین دوره جایزه کتاب سال و بیست و ششمین دوره جایزه جهانی کتاب سال با حضور حسن روحانی، رئیس‌جمهوری ایران ۱۶ بهمن ۱۳۹۷ در تالار وحدت برگزار شد.